# Винтроп (Ајова)
Винтроп (енгл. Winthrop) град је у америчкој савезној држави Ајова. По попису становништва из 2010. у њему је живело 850 становника.

## Демографија
Према попису становништва из 2010. у граду је живело 850 становника, што је 78 (10,1%) становника више него 2000. године.
| Група             | 2000.       | 2010.       |
| Белци             | 764 (99,0%) | 839 (98,7%) |
| Афроамериканци    | 0 (0,0%)    | 0 (0,0%)    |
| Азијати           | 0 (0,0%)    | 2 (0,2%)    |
| Хиспаноамериканци | 3 (0,4%)    | 3 (0,4%)    |
| Укупно            | 772         | 850         |